# 산투아마루다임페라트리스

산투아마루다임페라트리스의 위치

산투아마루다임페라트리스(포르투갈어: Santo Amaro da Imperatriz)는 브라질 산타카타리나주의 도시로 면적은 352.4km2, 높이는 18m, 인구는 17,602명(2007년 기준), 인구 밀도는 58.7명/km2이다.